# Quàsar

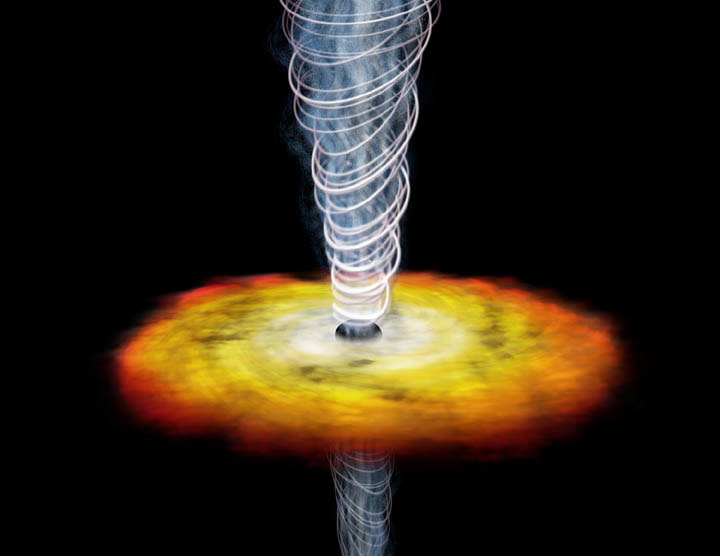
Representació artística del quàsar GB1508

Un quàsar és un objecte estel·lar de gran intensitat lluminosa que es troba al centre d'algunes galàxies amb nuclis actius que és alimentat per una espiral gasosa d'una gran velocitat en un forat negre molt extens. Els quàsars més brillants poden superar en brillantor a tots els estels de les galàxies on es troben, això fa que siguin visibles des de distàncies enormes i siguin uns dels objectes més allunyats que es coneixen. El seu nom es deu al seu descobriment com a fonts emissores de radiacions electromagnètiques en l'espectre de la radiofreqüència, en anglès van ser denominats com quasi-stellar radio source, ja que la imatge és semblant a una estrella. D'aquí l'acrònim QUASAR. Un quàsar és una font molt potent d'ones radioelèctriques, l’espectre del qual presenta un notable desplaçament cap al vermell.

## Nomenclatura
El nom de quàsar prové de contraure el nom complet en anglès: quasi-stellar source (‘font quasiestel·lar’); i fins i tot, a vegades s'utilitzen les sigles QSS. El terme quàsar va ser encunyat per l'astrofísic nord-americà d'origen xinès, Hong-Yee Chiu, el 1964, a la revista Physics Today.

## Generalitats
Els quàsars mostren un desplaçament cap al roig molt alt. El consens científic és que això és un efecte de l'expansió de l'univers entre els quàsars i la Terra. Quan es combina amb la Llei de Hubble, s'arriba a la conclusió que els quàsars són objectes molt distants. El fet que els quàsars siguin visibles a tan llarga distància implica que la seva energia d'emissió és tan gran que faria empetitir a gairebé tots els fenòmens astrofísics coneguts en la galàxia, exceptuant comparativament a esdeveniments de durada breu com supernoves i GRB. Els quàsars poden fàcilment alliberar energia a nivells iguals que la combinació de centenars de galàxies mitjanes. La llum produïda seria equivalent a la d'un bilió de sols.
En telescopis òptics, la majoria dels quàsars apareixen com simples punts de llum, encara que alguns semblen ser els centres de galàxies actives. La majoria dels quàsars estan massa lluny per a ser vistos per telescopis petits, però el 3C273, amb una magnitud aparent de 12,9 és una excepció. A una distància de 2.440 milions d'anys llum, és un dels objectes més llunyans que es poden observar directament amb un equipament d'aficionat.
Alguns quàsars mostren canvis ràpids de lluminositat, el que implica que són petits, ja que un objecte no pot canviar més ràpid que el temps que triga la llum a viatjar des d'un extrem a l'altre. El desplaçament cap al roig més alt conegut d'un quàsar és de 6,4.
Es creu que els quàsars estan alimentats per l'acreció de matèria de forats negres supermassius en el nucli de galàxies llunyanes, convertint-los en versions molt lluminoses d'una classe general d'objectes coneguda com a galàxies actives. No es coneix el mecanisme que sembla explicar l'emissió de la gran quantitat d'energia i la seva variabilitat ràpida. El coneixement dels quàsars ha avançat molt ràpidament, encara que no hi ha un consens clar sobre els seus orígens.

## Propietats dels quàsars
Es coneixen més de 200.000 quàsars. Tots els espectres observats tenen un desplaçament cap al roig considerable, que va des de 0,06 fins al màxim de 6,4. Per tant, tots els quàsars se situen a grans distàncies de la Terra, el més proper a 240 Mpc (780 milions d'anys llum) i el més llunyà a 6 Gpc (13.000 milions d'anys llum). La majoria dels quàsars se situen a més d'1 Gpc de distància; com la llum ha de trigar un temps molt llarg a recórrer tota la distància, els quàsar que observem van existir fa molt temps, per tant el que observem és l'univers com era en el seu passat distant.
El quàsar més brillant del cel és el 3C273 de la constel·lació de la Verge. Té una magnitud aparent de 12,8, prou brillant per a ser observat des d'un telescopi petit, però la seva magnitud absoluta és de -26,7. A una distància de 10 parsec (uns 33 anys llum), aquest objecte brillaria en el cel amb major força que el Sol. La lluminositat d'aquest quàsar és uns 2 bilions (2 × 1012) de vegades major que la del Sol, o cent vegades més que la llum total d'una galàxia de tipus mitjà com la Via Làctia.
El quàsar hiperlluminós APM 08279+5255 tenia, quan es va descobrir en 1998, una magnitud absoluta de -32,2, encara que les imatges d'alta resolució del telescopi espacial Hubble i el telescopi Keck van revelar que aquest sistema era una lent gravitacional. Un estudi del fenomen de lent gravitacional en aquest sistema suggereix que s'ha augmentat en un factor de 10. Es tracta, de totes maneres, d'un objecte més lluminós que els quàsars més propers com el 3C 273. Es pensa que el HS 1946+7658 té una magnitud absoluta de -30,3, però que també ha estat augmentada per l'efecte de lent gravitacional.
S'ha descobert que els quàsars varien de lluminositat en escales de temps diverses. Algunes varien la seva lluentor en mesos, setmanes, dies o hores. Aquesta evidència ha permès als científics teoritzar que els quàsars generen i emeten la seva energia des d'una regió molt petita, ja que cada part del quàsar hauria d'estar en contacte amb les altres en tal escala de temps per a coordinar les variacions de lluminositat. Com a tal, un quàsar que varia en una escala de temps d'algunes setmanes no pot ser major que algunes setmanes llum d'ample.
Els quàsars manifesten moltes propietats idèntiques a les de les galàxies actives: la radiació no és tèrmica i s'ha observat que algunes tenen jets i lòbuls com les radiogalàxies. Els quàsars poden ser observats en moltes zones de l'espectre electromagnètic com radiofreqüència, infrarojos, llum visible, ultraviolades, raigs X i fins i tot raigs gamma. La majoria dels quàsars són més brillants en el marc de referència d'ultraviolada proper, prop de la línia Lyman-alfa d'emissió de l'hidrogen de 1.216 Å o (121,6 nm), però a causa del seu desplaçament cap al roig, aquest punt de lluminositat s'observa tan lluny com 9.000 Å (900 nm) en l'infraroig proper.

## Generació d'emissió
Ja que els quàsars mostren propietats en comú amb totes les galàxies actives, molts científics han comparat les emissions dels quàsars amb aquelles de galàxies actives petites a causa de la seva similitud. La millor explicació per als quàsars és que estan alimentats per forats negres supermassius. Per a crear una lluminositat de 1040 W (la lluentor típica d'un quàsar), un forat negre supermassiu hauria de consumir la matèria equivalent a deu estrelles per any. Els quàsars més brillants coneguts haurien de devorar 1.000 masses solars de matèria cada any. Es creu que els quàsars s'"encenen" i "apaguen" depenent del seu entorn. Una implicació és que un quàsar no continuaria alimentant-se a aquesta velocitat durant 10.000 milions d'anys, el que explicaria satisfactòriament per què no hi ha quàsars propers. En aquest marc, després que un quàsar acabés de consumir el gas i la pols, es convertiria en una galàxia normal.
Els quàsars també proporcionen algunes pistes sobre la fi de la reionització del big-bang. Els quàsars més vells (z > 4) mostren un efecte Gunn-Peterson i tenen zones d'absorció enfront d'ells indicant que el medi interestel·lar en aquest moment era gas neutre. Els quàsars més recents no mostren zones d'absorció, però en el seu lloc, els seus espectres mostren una part punxeguda coneguda com a bosc Lyman-Alfa. Això indica que el medi intergalàctic està sotmès a una reionització cap a plasma i que el gas neutre només existeix en cúmuls petits.
Una altra característica interessant dels quàsars és que mostren evidències d'elements més pesats que l'heli. Això significa que aquestes galàxies van estar sotmeses a una fase massiva de formació estel·lar creant estrelles de població III entre el moment del big-bang i els primers quàsars observats. La llum d'aquestes estrelles podria haver estat observada pel telescopi espacial Spitzer de la NASA, encara que a la fi de 2005 aquesta interpretació no ha estat confirmada.

## Història de l'observació de quàsars

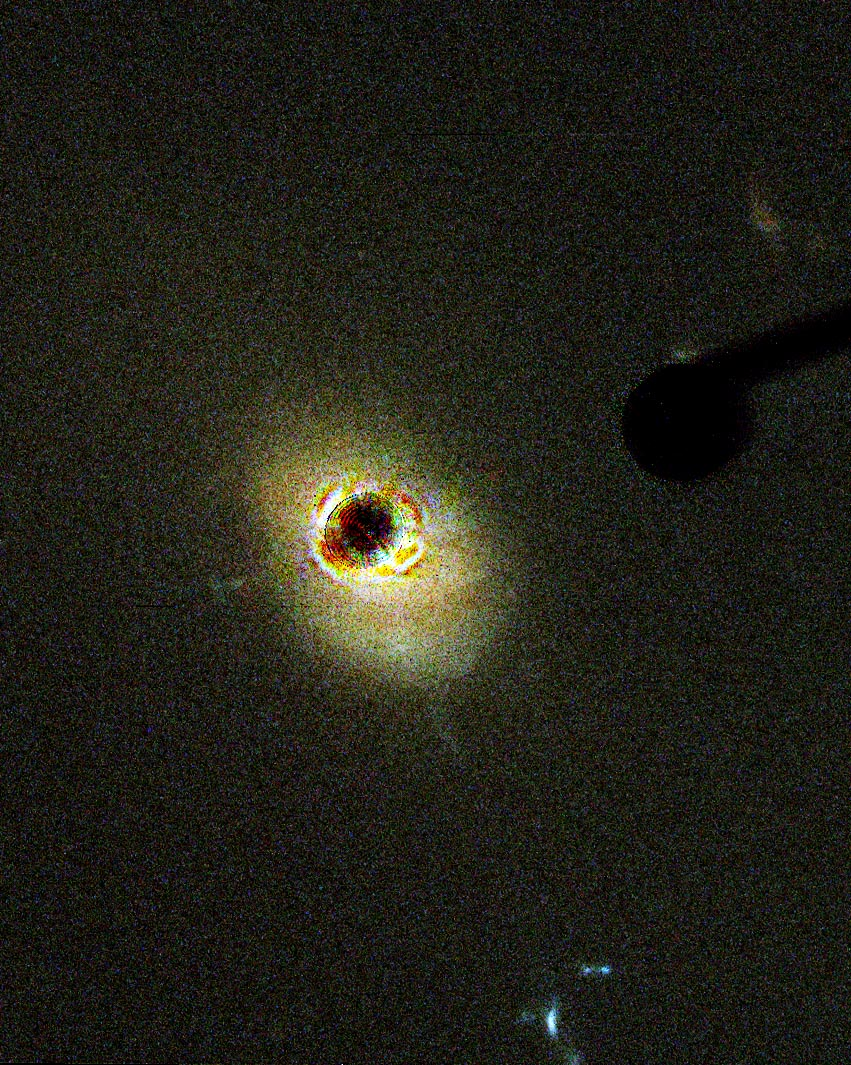
quàsar 3C 273

Els primers quàsars van ser descoberts amb radiotelescopis a la fi dels anys 1950. Molts van ser registrats com fonts de ràdio que no tenien un objecte visible corresponent. Utilitzant telescopis petits i el telescopi Lovell com un interferòmetre, els objectes mostraven que tenia una grandària angular molt petita. Centenars d'aquests objectes van ser registrats cap a 1960 i es va publicar el Tercer Catàleg de Cambridge de Ràdio-fonts (3C) mentre els astrònoms exploraven el cel amb telescopis òptics. En 1960, la font de ràdio 3C 48 va ser finalment vinculada amb un objecte òptic. Els astrònoms van detectar el que semblava una estrella blava tènue en la posició de la font de ràdio i van obtenir el seu espectre: contenint moltes línies d'emissió desconegudes, l'espectre anòmal es resistia a una interpretació.
El 1962 es va aconseguir un avenç destacat. Es va pronosticar que una altra font de ràdio, la 3C 273, sofriria cinc ocultacions per part de la Lluna. La mesures obtingudes per Cyril Hazard i John Bolton durant una de les ocultacions utilitzant l'Observatori de Parkes va permetre a Maarten Schmidt una identificació òptica de l'objecte i obtenir el seu espectre visible amb el telescopi Hale de l'Observatori Palomar. Aquest espectre va revelar les mateixes línies d'emissió estranyes. Schmidt es va adonar que es tractava de les línies de l'espectre de l'hidrogen amb un desplaçament cap al roig del 15,8%. Aquest descobriment mostrava que la 3C 273 s'estava allunyant a una velocitat de 47.000 km/s. Aquest descobriment va revolucionar l'observació de quàsars i permetia a altres astrònoms buscar desplaçaments cap al vermell en les línies d'emissió d'altres fonts de ràdio. La 3C 48 va mostrar tenir un desplaçament cap al roig del 37% de la velocitat de la llum.
El terme quàsar va ser encunyat per l'astrofísic nord-americà d'origen xinès, Hong-Yee Chiu, en 1964, en Physics Today, per a descriure aquests objectes estranys: 
| «                                             | Fins al moment, s'ha utilitzat el llarg nom de 'quasi-stellar ràdio sources' [fonts de ràdio gairebé estel·lars] per a descriure aquests objectes. Degut al fet que la naturalesa d'aquests objectes és completament desconeguda, és difícil preparar una nomenclatura curta i apropiada per a ells, ja que les seves propietats essencials són òbvies en el seu nom. Per conveniència, en aquest article s'utilitzarà la forma abreujada 'quasar' | » |
| — Hong-Yee Chiu a Physics Today, maig de 1964 | |   |

Més tard es va descobrir que no tots els quàsars, al voltant de només un 10%, tenien emissions de ràdio altes (els ràdio-intensos). Per tant, el nom de QSO (Objecte gairebé estel·lar Quasi stellar object en anglès) s'utilitza per a referir-se a aquests objectes, incloent les classe ràdio-intensa (RLQ radio low quasar) i ràdio-silenciosa (RQQ radio quite quasar).
Un tema de debat durant els anys 1960]va ser si els quàsars eren objectes propers o llunyans com implicava el seu desplaçament cap al roig. Es va suggerir que el desplaçament cap al roig dels quàsars no era a causa de l'efecte Doppler sinó que la llum escapava d'un mur gravitacional. No obstant això, una estrella de suficient massa per a forma tal mur es creia que seria inestable. Els quàsars també mostraven unes línies d'emissió inusuals que solament s'havien vist anteriorment en nebuloses de baixa densitat de gas calent, el que seria massa difús per a generar l'energia observada i mantenir-se dintre del mur gravitacional. Va haver també dubtes serioses respecte de la idea cosmològica dels quàsars llunyans. Un argument ferm contra això és que les energies implicades en els quàsars excedien tots els processos de conversió d'energia coneguts, incloent la fusió nuclear. En aquest moment, va haver alguns suggeriments sobre que els quàsars eren, fins a aquest moment, alguna forma desconeguda d'antimatèria estable i que això podia influir en la seva lluentor. Aquesta objecció es va eliminar amb la proposta del mecanisme del disc d'acreció en els anys 1970, i en l'actualitat la distància cosmològica dels quàsars és acceptada pel consens científic.
En 1979, l'efecte de lent gravitacional pronosticat per la Teoria General de la Relativitat d'Einstein va ser confirmat per l'observació per primera vegada amb imatges del doble quàsar 0957+561.
En la dècada de 1980, es van desenvolupar models unificats en el qual els quàsars van ser vists com una classe de galàxies actives, i havia emergit en un consens general que en la majoria dels casos era l'angle de visió el que distingia unes classes d'unes altres, com els blàzars i les radiogalàxies. La lluminositat elevada dels quàsars es creia que era el resultat de la fricció causada pel gas i la pols caient en els discos d'acreció de forats negres supermassius, que podien convertir un 10% de massa d'un objecte en energia, a diferència del 0,7% obtingut en processos de fusió nuclear que dominen la producció d'energia en estrelles solars.
Aquest mecanisme també es creu que explica per què els quàsars eren més comuns al començament de l'univers, ja que aquesta producció d'energia finalitza quan el forat negre supermassiu consumeix tot el gas i pols que té prop. Això significa que és possible que la majoria de les galàxies, incloent la Via Làctia, han passat per una etapa activa, apareixent com un quàsar o altra classe de galàxia activa depenent de la massa del forat negre i la rotació d'acreció, i que són inactius ara a causa de la falta de matèria per a alimentar els seus forats negres centrals que generen la radiació.

## Alguns quàsars
- QSO B0307+169
- Creu d'Einstein
- 3C 9
- 2MASS J07491255+5552336